# Balanites
Balanites is de botanische naam van een geslacht in de bedektzadigen. Het telt zo'n twee dozijn soorten struiken en kleine bomen. Het genus is vooral bekend vanwege één soort, die veel aangeplant wordt, Balanites aegyptiaca. D soorten uit het geslacht komen voor in Afrika, op het Arabisch schiereiland, het Indisch subcontinent en in Myanmar.
De plaatsing van het genus is niet oncontroversieel: het geslacht is ook wel behandeld als een eigen familie (Balanitaceae). Het APG II-systeem (2003) plaatst het genus in de familie Zygophyllaceae, een familie die niet in een orde geplaatst is. Merk op dat de APWebsite [3 okt 2006] de familie wél plaatst: in de orde Zygophyllales.

## Soorten
- Balanites aegyptiaca (L.) Delile
- Balanites angolensis (Welw.) Mildbr. & Schltr.
- Balanites glabra Mildbr. & Schltr.
- Balanites maughamii Sprague
- Balanites pedicellaris Mildbr. & Schltr.
- Balanites rotundifolia (Tiegh.) Blatt.
- Balanites roxburghii Planch.
- Balanites triflora Tiegh.
- Balanites wilsoniana Dawe & Sprague